# اکسل آسبورن
اکسل آسبورن (به انگلیسی: Axl Osborne) ژیمناست زادهٔ ۳۱ دسامبر ۱۹۹۵ میلادی اهل کشور ایالات متحده آمریکا است.